# FRITZ Theater
Das Fritz Theater Bremen (Eigenschreibweise: FRITZ Theater Bremen) ist ein Privattheater in Bremen, das an die Tradition des im Krieg zerstörten Astoria anknüpft. Sein Name ist eine Hommage an dessen Gründer Emil Fritz.

## Saal
Das Fritz bietet in seinem neun Meter hohen Saal bis zu 410 Besuchern Platz, davon befinden sich 40 Plätze auf einer Galerie. Die Bühne ist ca. 10 Meter breit und 5 Meter tief. Im Foyer und im Saal befinden sich jeweils eine Bar.

## Geschichte
Das Fritz Theater Bremen wurde am 18. November 2010 in der Bremer Innenstadt als gastronomisches Unterhaltungstheater eröffnet. In einem zuvor leerstehenden Kino am Herdentorsteinweg fand nicht nur das Fritz Theater mit seinem Spielprogramm ein Zuhause, sondern auch der Comedy Club Bremen. 
Das ehemalige Kino Filmstudio Atelier wurde 1955 von Hans-Albert Schlemm erbaut. Sein Sohn Thomas – ebenfalls Architekt – verwandelte unter Verwendung der Original-Baupläne das Kino in einen Theatersaal. Im Eingangsbereich sowie auf der Außenfassade steht das Motto des Theaters: "In Bremen geht man zum Lachen in den Keller".
Das Programm umfasst eine Mischung aus Musik-Komödien, Konzerten, Comedy, Travestie, Burlesque und Shows aller Art.
2012 erhielt die Betreiberfirma Fritz Bremen GmbH den Gründerpreis.

## Produktionen (Auszug)
| Jahr | Produktion                           |
| ---- | ------------------------------------ |
| 2010 | Poschnicks lustige Opernschule       |
| 2010 | Energy Bremen Next Showstars         |
| 2011 | Comedy Club Bremen                   |
| 2011 | VELVET – The Swinging Burlesque Show |
| 2011 | ’Ne Diva zum Frühstück               |
| 2011 | Bremen Revue                         |
| 2011 | Zwei Apfelsinen im Haar              |
| 2011 | Der Gestiefelte Kater                |
| 2012 | PARKALLEE                            |
| 2012 | Die Rote Mühle                       |
| 2012 | We Rock The Broadway                 |
| 2013 | Black Velvet                         |
| 2013 | Flying Sisters                       |
| 2013 | Ein Bett im Kornfeld                 |
| 2013 | Blues Brothers & Sisters             |
| 2014 | PAPPA PIA                            |
| 2014 | FREAK OUT!                           |
| 2015 | BEAT-CLUB                            |
| 2015 | Driving Home for Christmas           |
| 2016 | ATEMNOT                              |
| 2016 | Monty Python’s Spamalot              |
| 2017 | Wer bleibt zum Frühstück?            |
| 2017 | Irgendwie, Irgendwo, Irgendwann      |
| 2018 | BURN BABY BURN                       |
| 2018 | Ab in den Süden                      |
| 2019 | Bei Hempels hinterm Sofa             |
| 2019 | Sisters in Trouble                   |
| 2020 | CAMPING                              |
| 2020 | BOHEMIA                              |
| 2021 | Sing Sing                            |
| 2022 | Reif für die Insel                   |
| 2022 | Klarstadt                            |
| 2023 | Villa Santini                        |
| 2023 | Currywurst & Caviar                  |
| 2024 | 4 Cocktails & ein Todesfall          |
| 2024 | Chaos unter Palmen                   |

## Gastspiele
Auch Gastspiele zählen zum Programm, beispielsweise von Götz Alsmann, Bela B., Jürgen Becker, Hennes Bender, Jan Böhmermann und Klaas Heufer-Umlauf, Rick Kavanian, Jochen Malmsheimer, Hans Werner Olm, Ralf Schmitz, Martin Schneider, Lilo Wanders und Erika Berger, Tine Wittler, Markus Krebs, Konny Reimann, Eure Mütter, Gaby Köster, Mundstuhl, Max Mutzke, Lisa Feller, Mirja Boes, Ole Lehmann, Reinhold Beckmann, Emmi & Willnowsky, Wolfgang Trepper, Ralph Ruthe, Luke Mockridge, Ingmar Stadelmann, Pawel Popolski, Sascha Korf, Benni Stark, Matze Knop, Ilka Bessin, Sven Bensmann.